# Anna Dorothea Therbusch
Anna Dorothea Therbusch (født 23. juli 1721 i Berlin, død 9. november 1782 sammesteds) var en prøjsisk maler, der tidsmæssig tilskrives rokokotiden. Af hendes værker er ca. 200 kendt i dag, hvoraf 85 er portrætter.